# Euphorbia frankii
Euphorbia frankii là một loài thực vật có hoa trong họ Đại kích. Loài này được Lavranos mô tả khoa học đầu tiên năm 2005.